# 녹수회
녹수회(綠樹會) 또는 녹수는 대한민국 서울에 있는 경희대학교 의료 봉사 단체이다. "녹수"라는 이름은 "푸른 나무"를 의미한다. 회원은 한의과대학, 간호과학대학 재학생 및 졸업생으로 구성된다. 이 단체는 한의과대학 내 6개 봉사단체 중 하나로, 한의과대학의 가장 권위 있는 단체 중 하나로 널리 알려져 있다.
2010년에는 사회봉사 아산재단에서 녹수를 전국 최우수 봉사활동 1위로 선정하였다.

## 역사
1966년 4월 19일에 설립되었다. 농촌과 도시 지역사회에 의료 및 공중 보건 서비스를 제공하는 봉사에 중점을 두고 있다. 창립 이래 재학생과 졸업생, 특히 한의학 및 간호학 전공자들이 국민건강증진을 위해 협력해 왔다.
매년 자원봉사에 관심 있는 수많은 학생들이 녹수에 합류하고 있다. 2010년에 이 조직의 회원 수는 총 557명이며, 그 중 49명이 현역 학부생이었다.

## 같이 보기
- 경희대학교
- 한의학
- 사상의학
- 동의보감
- 약침